# 2K22 Tunguska
2K22 Tunguska (kod NATO SA-19 Grison) – radziecki samobieżny artyleryjsko-rakietowy system przeciwlotniczy. System został opracowany na początku lat 80. w celu zastąpienia zestawu przeciwlotniczego ZSU-23-4 Szyłka. Nazwa systemu pochodzi od rzeki Tunguzka – jednego z dopływów Amuru.

## Historia
Prace nad nowym systemem przeciwlotniczym bliskiego zasięgu rozpoczęto w ZSRR pod koniec lat 70. System miał być zdolny do zwalczania samolotów i śmigłowców poruszających się na małych wysokościach. Wybór nowego kalibru armat był spowodowany lepszą skutecznością amunicji kaliber 30 mm w porównaniu do dotychczas używanych dział 23 mm. Koncepcja budowy zestawu wyposażonego wyłącznie w pociski rakietowe została zarzucona z powodu dłuższego czasu reakcji takiego systemu wobec wykrytego celu.
Próby poligonowe systemu przeprowadzono pomiędzy wrześniem 1980 a grudniem 1981. 8 sierpnia 1982 podjęto decyzję o wprowadzeniu zestawu 2K22 „Tunguska” na uzbrojenie armii radzieckiej. Pierwsze gotowe zestawy weszły na uzbrojenie w 1986.

## Warianty
- 2K22/9K22 – pierwsza wersja systemu wyposażona w pociski rakietowe 9M311
- 2K22 – podstawowa wersja produkcyjna wyposażona w pociski 9M311M i podwozie 2S6M
- 2K22M1 -– opracowana w 2003 wyposażona w nowe pociski rakietowe 9M311-1M i nowy system kierowania ogniem
- 2K22M 57E6 – zestaw wyposażony w nowe pociski rakietowe o zwiększonym zasięgu 57E7 i nowy radar o zwiększonym zasięgu